# Lucas Digne
Lucas Digne (ur. 20 lipca 1993 w Meaux) – francuski piłkarz występujący na pozycji obrońcy w angielskim klubie Aston Villa oraz w reprezentacji Francji.

## Kariera klubowa
Lucas Digne to wychowanek francuskiego zespołu Lille OSC. To właśnie w barwach tej drużyny Digne rozegrał swój pierwszy sezon w zawodowej piłce, występując w kilku spotkaniach Ligue 1 i pucharów. W drugim swoim sezonie w Lille, czyli w sezonie 2012/13 stał się podstawowym zawodnikiem drużyny i tym samym został uznany za wielki talent. W tamtym sezonie zaliczył też debiut w Lidze Mistrzów. W lato 2013 roku przyciągnął uwagę Paris Saint-Germain, którzy zdecydowali się go wykupić. Pomimo że nie występował zbyt często w nowym klubie, zdobył z nimi już w pierwszym sezonie tytuł Mistrza Francji oraz zdobył Superpuchar Francji. To samo powtórzył w kolejnym sezonie, czyli sezonie 2014/15, kiedy jeszcze do tytułu mistrzowskiego i Superpucharu on i jego koledzy dołożyli Puchar Ligi Francuskiej. Z powodu małej ilości występów Paris SG w lato 2015 roku zdecydowało się go wypożyczyć do włoskiego klubu AS Roma. Występując w barwach rzymskiego klubu Digne powrócił do formy jaką prezentował w drugim sezonie w Lille i był ważną częścią zespołu. W lato 2016 roku hiszpański klub FC Barcelona zainteresowała się sprowadzeniem Digne'a i ostatecznie zdecydowała się wykupić go za około 19 milionów euro. Już w pierwszych miesiącach gry zdobył z nowym klubem Superpuchar Hiszpanii, pojawiając się na boisku w obu meczach. W dalszej części sezonu pełni głównie funkcję zmiennika dla Jordiego Alby.

## Kariera reprezentacyjna
W 2013 roku Digne zdobył tytuł Mistrza Świata do lat 20. W reprezentacji Francji Digne zadebiutował 5 marca 2014 roku w wygranym 2:0 towarzyskim meczu z Holandią. W czerwcu 2014 roku pojechał razem z kadrą na Mistrzostwa Świata 2014 do Brazylii, gdzie rozegrał tylko jedno spotkanie w fazie grupowej z Ekwadorem, które zakończyło się wynikiem 0:0. W maju 2016 roku został powałany przez selekcjonera do kadry na Euro 2016, które odbywały się we Francji. Pomimo tego, że Digne nie zagrał w żadnym meczu na tym turnieju zdobył z kadrą tytuł wicemistrza Europy.

## Statystyki kariery

### Klubowe
(aktualne na dzień 26 grudnia 2021)
| Klub                | Sezon              | Liga               | Liga | Liga | Puchar kraju | Puchar kraju | Puchar ligi | Puchar ligi | Liga Mistrzów UEFA | Liga Mistrzów UEFA | Inne | Inne | Suma | Suma |
| Klub                | Sezon              | Liga               | M    | B    | M            | B            | M           | B           | M                  | B                  | M    | B    | M    | B    |
| ------------------- | ------------------ | ------------------ | ---- | ---- | ------------ | ------------ | ----------- | ----------- | ------------------ | ------------------ | ---- | ---- | ---- | ---- |
| Lille OSC           | 2011/12            | Ligue 1            | 16   | 0    | 1            | 0            | 1           | 0           | –                  | –                  | -    | -    | 18   | 0    |
| Lille OSC           | 2012/13            | Ligue 1            | 33   | 2    | 2            | 0            | 2           | 0           | 7                  | 1                  | -    | -    | 44   | 3    |
| Lille OSC           | Ogólnie            | Ogólnie            | 49   | 2    | 3            | 0            | 3           | 0           | 7                  | 1                  | -    | -    | 62   | 3    |
| Paris Saint-Germain | 2013/14            | Ligue 1            | 15   | 0    | 1            | 0            | 2           | 0           | 2                  | 0                  | 0    | 0    | 20   | 0    |
| Paris Saint-Germain | 2014/15            | Ligue 1            | 15   | 0    | 5            | 0            | 2           | 0           | 1                  | 0                  | 1    | 0    | 24   | 0    |
| Paris Saint-Germain | Ogólnie            | Ogólnie            | 30   | 0    | 6            | 0            | 4           | 0           | 3                  | 0                  | 1    | 0    | 44   | 0    |
| AS Roma (wyp.)      | 2015/16            | Serie A            | 33   | 3    | 1            | 0            | –           | –           | 8                  | 0                  | -    | -    | 42   | 3    |
| AS Roma (wyp.)      | Ogólnie            | Ogólnie            | 33   | 3    | 1            | 0            | -           | -           | 8                  | 0                  | -    | -    | 42   | 3    |
| FC Barcelona        | 2016/17            | Primera División   | 17   | 0    | 3            | 1            | –           | –           | 4                  | 0                  | 2    | 0    | 26   | 1    |
| FC Barcelona        | 2017/18            | Primera División   | 12   | 0    | 4            | 0            | –           | –           | 3                  | 1                  | 1    | 0    | 20   | 1    |
| FC Barcelona        | Ogólnie            | Ogólnie            | 29   | 0    | 7            | 1            | -           | -           | 7                  | 1                  | 3    | 0    | 46   | 2    |
| Everton             | 2018/19            | Premier League     | 35   | 4    | 1            | 0            | 1           | 0           | 0                  | 0                  | 0    | 0    | 37   | 4    |
| Everton             | 2019/20            | Premier League     | 35   | 0    | 1            | 0            | 3           | 1           | 0                  | 0                  | 0    | 0    | 39   | 1    |
| Everton             | 2020/21            | Premier League     | 30   | 0    | 4            | 0            | 3           | 0           | 0                  | 0                  | 0    | 0    | 36   | 0    |
| Everton             | 2021/22            | Premier League     | 10   | 0    | 0            | 0            | 2           | 1           | 0                  | 0                  | 0    | 0    | 12   | 1    |
| Ogólnie w karierze  | Ogólnie w karierze | Ogólnie w karierze | 251  | 9    | 22           | 1            | 16          | 2           | 25                 | 2                  | 4    | 0    | 317  | 14   |

### Reprezentacyjne
Stan na 25 maja 2025.
| Reprezentacja | Rok     | Występy | Gole |
| ------------- | ------- | ------- | ---- |
| Francja       | 2014    | 8       | 0    |
| Francja       | 2015    | 2       | 0    |
| Francja       | 2016    | 5       | 0    |
| Francja       | 2017    | 5       | 0    |
| Francja       | 2018    | 3       | 0    |
| Francja       | 2019    | 7       | 0    |
| Francja       | 2020    | 5       | 0    |
| Francja       | 2021    | 8       | 0    |
| Francja       | 2022    | 3       | 0    |
| Francja       | 2023    | 0       | 0    |
| Francja       | 2024    | 4       | 0    |
| Francja       | 2025    | 1       | 0    |
| Łącznie       | Łącznie | 51      | 0    |

## Sukcesy

### Paris Saint-Germain
- Mistrzostwo Francji (2x): 2013/14, 2014/15
- Superpuchar Francji (2x): 2013/14, 2014/15
- Puchar Ligi Francuskiej (1x): 2014/15

### FC Barcelona
- Mistrzostwo Hiszpanii (1x): 2017/18
- Puchar Króla (2x): 2016/17, 2017/18
- Superpuchar Hiszpanii (1x): 2016/17

### Reprezentacyjne
- Mistrzostwa Świata do lat 20 2013:  Złoto
- Euro 2016:  Srebro